# 9mm警用轉輪手槍
9mm警用轉輪手槍又称05式转轮手枪（出口型為北方工業NP-216型）是一款原產自中华人民共和国的警用轉輪手槍。

## 設計
9mm警用轉輪手槍是一款警用轉輪手槍，全槍尺寸為197毫米×35.6毫米×125毫米，槍管長76.2毫米，瞄準基線長108毫米，全槍重840克。容彈量為6發，使用壽命超過3,000發。初速大約為300米／秒，有效射程50米，發射方式有單動和雙動兩種。
該槍主要由槍管、彈巢（轉輪）、底把、擊發裝置、握把和瞄準機構等組成，表面拋光並經過特殊表面處理工藝。
該槍既可發射DAP92式9毫米手槍彈，也可發射9×19毫米魯格彈和中國製9毫米低侵徹殺傷手槍彈，還可以發射聲響彈，用於報警、向疑犯示警等，以及系列防暴轉輪手槍彈藥，如低侵徹型、穿障型、驅散型、非致命型等槍彈，來應付各種緊急情況。

## 採用
2005年，9mm警用轉輪手槍的設計及定型完成，並在研制工作及程序上嚴格按照中國人民解放軍標準及要求進行。208研究所的工程師介紹，2005年7月，公安部向成都、鄭州、蘭州、杭州、東莞等10個城市的公安局各發放了5到10把新式轉輪手槍試用。11月，各地的試用報告反饋至公安部後，新槍隨即定型。與此同時，9mm警用轉輪手槍開始配發公安機關使用，成為公安機關的制式手槍之一。

## 使用國
- 中华人民共和国